# Meteorologiåret 1928

## Händelser

### Januari
- 6-7 januari - Floden Themsen i England i Storbritannien svämmar över.

### April
- 4 april – Åskväder regn vid Övre sjöns norra strand i Minnesota, USA med temperaturer på –25 °C i Twin Cities [1].
- 19 april – En köldvåg vid Twin Cities i Minnesota, USA orsakar rekordkyla [1].
- 28 april - 28 inch snö faller över södra-centrala Pennsylvania, USA.[2]

### September
- 30 september – I Dividalen, Norge noteras norskt köldrekord för månaden med - 16,5 °C [3].

### November
- November - Det högsta vattenståndet någonsin i Helgasjön i Sverige noteras [4].

## Födda
- Okänt datum – Jean Meeus, belgisk meteorolog och amatörastronom.

## Avlidna
- Juni – Finn Malmgren, svensk meteorolog.